# У пошуках Немо
«У пошуках Немо» (англ. Finding Nemo) — американський анімаційний пригодницько-комедійний фільм, знятий Ендрю Стентоном. Фільм розповідає про рибу-клоуна Марлін, який шукає свого єдиного сина Немо. На 1 березня 2024 року фільм займав 157-му позицію у списку 250 кращих фільмів за версією IMDb.
У жовтні 2011 року, після касового успіху повторного кінопрокату 3D-версії Короля Лева, кіностудія Disney вирішила повторно випустити у 3D форматі ще чотири свої повнометражні мультфільми, зокрема мультфільми «Красуня та чудовисько 3D», «У пошуках Немо 3D», «Корпорація монстрів 3D» та «Русалонька 3D». Наступного року, 14 вересня 2012 року, 3D версія «У пошуках Немо» вийшла в американський прокат, 27 грудня 2012 — в український.

## Сюжет
Риба-клоун, звати якого Марлін — батько-одинак, який виховує Немо, свого єдиного сина. Марлін, уже втративши в океані кохану дружину, переживає, що з Немо, у якого один плавник більший за інший, станеться щось страшне, тому він зі всіх сил піклується про сина. Втім, Немо не в міру допитливий, і одного разу Мерлін вже не вслідкував за сином.
В результаті, Немо опиняється в акваріумі у кімнаті дантиста, де окрім нього плавають інші риби. Марлін в цей час вирушає на пошуки сина. На шляху Марліна, який не знає де шукати, трапляється добродушна королівська синя рибка, яка зветься Дорі. У Дорі проблеми з пам'яттю, тому вона постійно усе забуває, проте серце у неї добре, і вона вирішує допомогти Мерлі з пошуками Немо. Попереду у них зустріч зі стадом морських черепах та багато небезпек. А в той час поки батько і Дорі спішать на допомогу, Немо вирішує діяти.

## Персонажі
- Марлін (англ. Marlin) — риба-клоун, батько Немо. На думку сина, боїться океану, проте пускається в небезпечну подорож, щоб врятувати його.
- Дорі (англ. Dory) — синя риба-хірург, страждає розладом пам'яті.
- Немо (англ. Nemo) — риба-клоун, син Марліна. Один з його плавників недорозвинений.
- Зябер (англ. Gill) — мавританський ідол з пошкодженим плавцем, що живе в акваріумі дантиста, одержимий ідеєю втекти з акваріума в океан. На відміну від інших мешканців акваріума, він народився в океані.
- Грот (англ. Gurgle) — королівська грама, що живе в акваріумі дантиста, любитель чистоти.
- Бульк (англ. Bubbles) — жовтий зебросом, що живе в акваріумі дантиста, дуже любить бульбашки.
- Бриз (англ. Deb) — чорнохвоста дасцила, що живе в акваріумі дантиста, розмовляє зі своїм відображенням, вважаючи його своєю сестрою, яку звати Штиль (англ. Flo).
- Пузир (англ. Bloat) — риба-їжак, що живе в акваріумі дантиста, дуже нечупара.
- Персик (англ. Peach) — морська зірка, яка живе в акваріумі дантиста. Вміє читати і завжди стежить за обстановкою в кабінеті дантиста.
- Жак (англ. Jacques) — креветка-доктор [en], що живе в акваріумі дантиста, любить чистоту, говорить з французьким акцентом.
- Найджел (англ. Nigel) — американський бурий пелікан, один риб, що живуть в акваріумі дантиста. Часто прилітає до вікна кабінету, де працює дантист, але той завжди виганяє його. Допомагає Марлін і Дорі знайти Немо.
- Філіп Шерман (англ. Philip Sherman) — дантист, дядько Дарлі та викрадач Немо.
- Дарла Шерман (англ. Darla Sherman) — восьмирічна племінниця дантиста, не вміє поводитися з рибами, від чого ті в її руках гинуть.
- Краш (англ. Crush) — стоп'ятдесятирічний зелена черепаха, говорить на молодіжному сленгу.
- Пирскаючи (англ. Squirt) — син Краш, перейняв його манеру мови.
- Зуб (англ. Bruce) — біла акула — вегетаріанець, який хоче дружити з рибами.
- Якір (англ. Anchor) — риба-молот — вегетаріанець, друг Зуба.
- Шмат (англ. Chum) — мако-вегетаріанець, друг Зуба і Якоря.
- Корал (англ. Coral) — риба-клоун, дружина Марліна і мати Немо. З'являється лише на початку фільму, потім стає жертвою баракуди.
- Містер Скат (англ. Mr. Ray) — плямистий орляк, учитель підводної школи, де вчиться Немо.
- Гульк (англ. Tad) — риба-метелик, шкільний друг Немо.
- Блискітка (англ. Pearl) — восьминіг-грімпотевтіс, шкільна подруга Немо.
- Шельфик (англ. Sheldon) — морський коник, шкільний друг Немо.
- Мо (англ. Moe) — морський коник, батько Шельфика.
- Тед (англ. Ted) — восьминіг-грімпотевтіс, батько Блискітки.
- Філ (англ. Phil) — риба-метелик, батько Гулька.
- Зграя риб (англ. Fish School) — зграя срібних риб-ластівок, яка показувала шаради Дорі і підказала Марлін дорогу до Сіднею.

## Український дубляж
Фільм дубльовано на студії «Le Doyen» на замовлення «Disney Character Voices International» у 2008 році.
- Переклад і автор синхронного тексту — Лідія Громовенко
- Режисер дубляжу — Ольга Чернілевська
- Асистент режисера — Катерина Шкуратенко
- Звукорежисер — Олег Кульчицький
- Координатор проєкту — Мирослава Сидорук
- Мікс-студія — Shepperton International
- Творчий консультант — Michal Wojnarowski
- Диктор — Андрій Середа

Ролі озвучували
- Немо — Богдан Темченко
- Марлін — Максим Кондратюк
- Дорі — Тетяна Зіновенко
- Зуб — Олександр Ігнатуша
- Якір — Євген Малуха
- Шмат — Валерій Легін
- Найджел — Дмитро Завадський
- Краш — Ігор Гнізділов
- Киль — Костянтин Лінартович
- Пузир — Микола Карцев
- Жак — Юрій Коваленко
- Грот — Ярослав Чорненький
- Бульк — Юрій Коваленко
- Деб/Фло — Наталя Романько-Кисельова
- Зірка — Наталя Надірадзе
- Дантист — Володимир Терещук
- Мр. Скат — Микола Боклан
- Риба-місяць — Євген Малуха
- Дарла — Мар'яна Чернілевська
- Цвірк — Арсен Ткаченко

А також: Андрій Середа, Ельдар Куртсеїтов, Наталя Поліщук, Андрій Твердак, Євген Пашин та інші.